# Ère Kyōhō
L'ère Kyōhō (en japonais : 享保) est une des ères du Japon (年号, nengō, littéralement « le nom de l'année ») suivant l'ère Shōtoku et précédant l'ère Genbun s'étendant de 1716 à 1736. Les empereurs régnants sont Nakamikado-tennō (中御門天皇) et Sakuramachi-tennō (桜町天皇).

## Changement de l'ère
L'ère Kyōhō a été proclamée lors de la sixième année de Shōtoku (1716).

## Événements de l'ère Kyōhō
- Kyōhō gannen (享保元年) ou Kyōhō 1 (1716) : Minamoto-no Tokugawa Yoshimune est fait shogun[1].

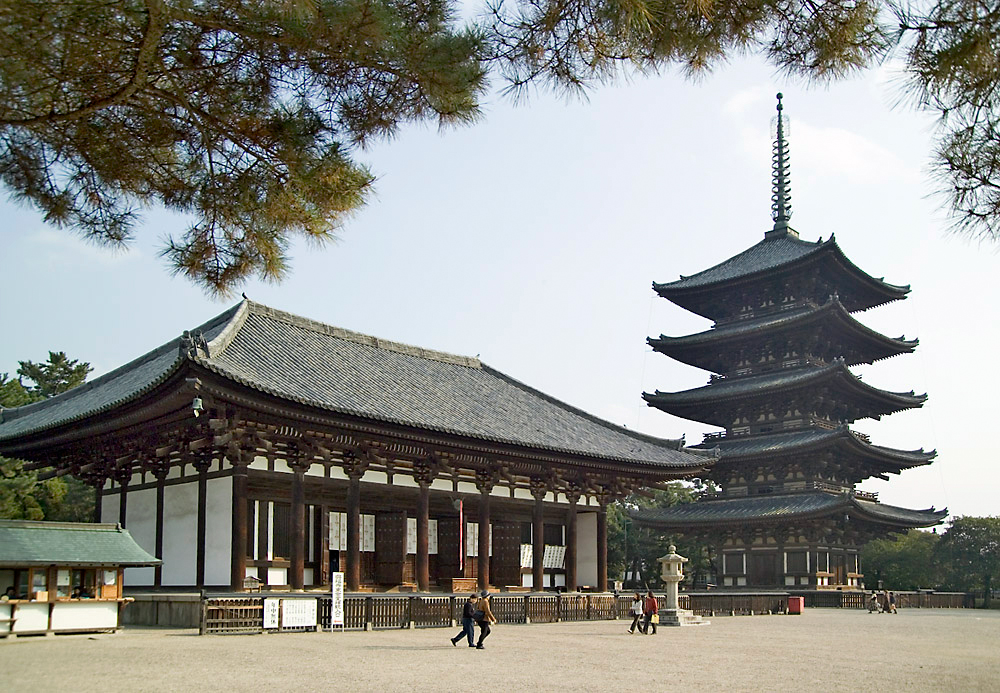
Le gojū-no-tō et le tō-kondō du Kōfuku-ji

- Kyōhō 2 (1717) : Le temple Kofuku-ji à Nara es incendié[2].
- Kyōhō 3 (1718) : On fit les monnaies d'argent appelées Boun si[3].
- Kyōhō 4 (1719) : Arrivée d'un ambassadeur de Corée[2].
- Kyōhō 6, le 3e jour de la 3e lune (30 mars 1721) : Edo fut désolée par un grand incendie[4].
- Kyōhō 7 (1717) : On retire de circulation les monnaies de cuivre qui portaient l'inscription de 元寶 (genhō), signification « monnaie arrondie »[5].
- Kyōhō 9 (1724) : Grand incendie à Osaka[2].
- Kyōhō 10, le 14e jour du 10e mois (18 novembre 1725) : Considérable incendie à Edo et la même année, on construit dans cette capitale le temple Gohyaku Rakan-ji[6].-- Gohyaku Rakanji Sazaido de Hokusai (c. 1834), collection de le Musée nationale d'ethnologie, Leiden
- Kyōhō 11 (1726) : Le shogun fait, au printemps, une grande partie de chasse à Kou gabu bara[3].
- Kyōhō 13 (1728) : le shogun se rend au temple de Nikko[2].
- Kyōhō 13, le 2e jour de la 3e lune (10 avril 1728) : Grande inondation à Edo[7].
- Kyōhō 14 (1729) : On envoie un éléphant de Chine[2].
- Kyōhō 17, le 28e du 3e mois (1732) : Grand incendie à Edo[8].
- Kyōhō 17 (1732) : Une invasion de cicadelles traverse la mer de Chine et ravage les récoltes dans l'ouest du Japon[9].